# 阮安通

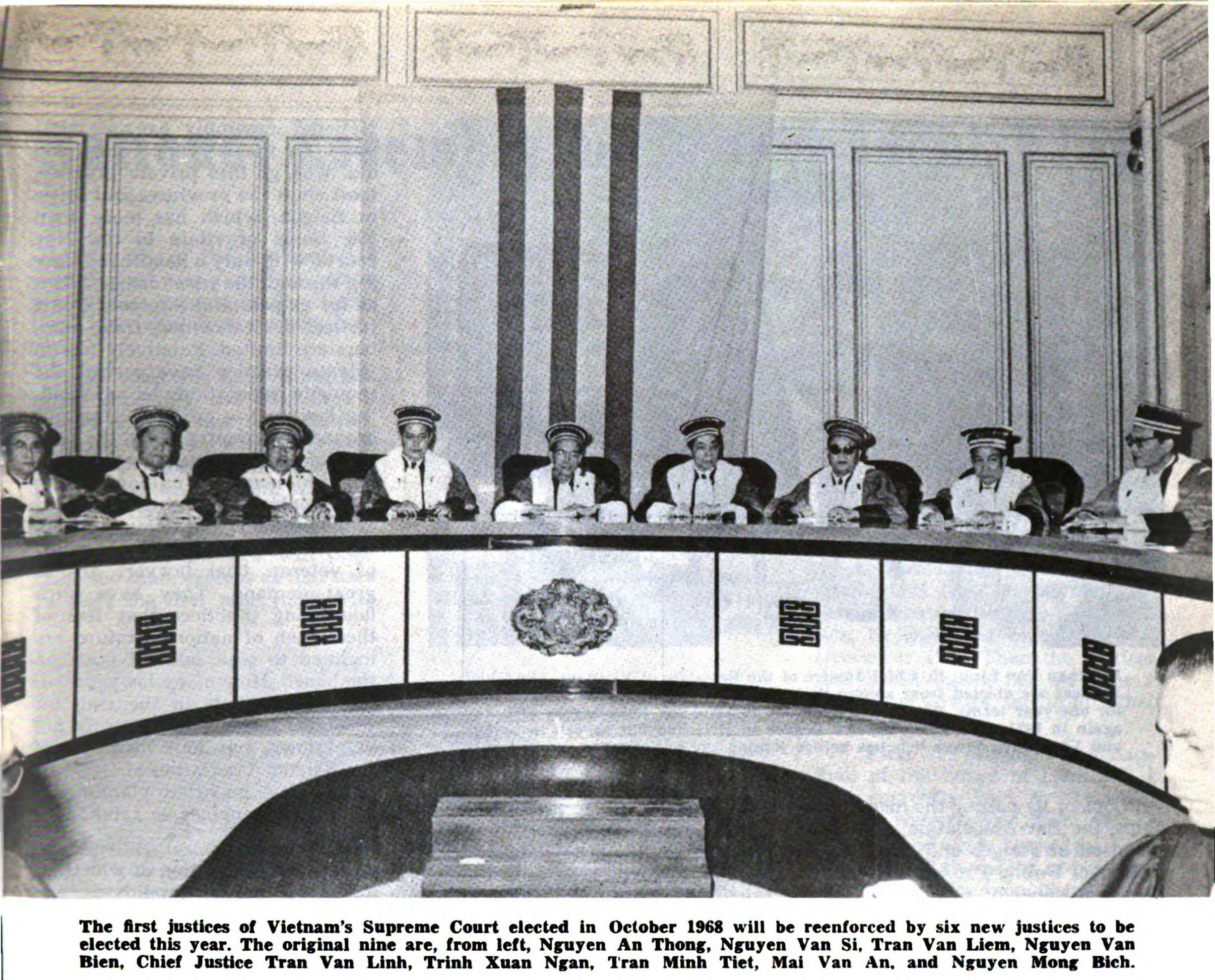
越南共和國最高法院的法官們，左一爲阮安通

阮安通（1925年3月5日—2016年2月5日），原越南共和國最高法院法官。

## 生平
1925年3月5日，阮安通生於越南西貢。
1968年至1975年間，擔任越南共和國最高法院法官。
1975年越南共和國政權滅亡後被共產黨投入再教育營，於八十年代初獲釋。
2016年2月5日在美國波士頓逝世，享壽92歲。

## 個人生活
阮安通是一名佛教徒，法名智廣。

## 榮譽
- 越南共和國保國勳章[1]